# Adłan Askarow
Adłan Askarow (kaz. Адлан Рафикович Аскаров; ur. 16 czerwca 2000) – kazachski zapaśnik walczący w stylu wolnym. Zajął piętnaste miejsce na mistrzostwach świata w 2021. Wicemistrz Azji w 2021. Brązowy medalista igrzysk solidarności islamskiej w 2021. 
Drugi na MŚ U-23 w 2019. Trzeci w zawodach juniorów w 2019 , a także wśród kadetów w 2017. Drugi na mistrzostwach Azji U-23 w 2022 roku.